# Ctenoplusia signata
Ctenoplusia signata là một loài bướm đêm trong họ Noctuidae.